# Championnat du Salvador de football 1997-1998
Navigation
Saison précédente Saison suivante
La Primera División 1997-1998 est la quarante-septième édition de la première division salvadorienne.
Lors de ce tournoi, l'Alianza FC a tenté de conserver son titre de champion du Salvador face aux neuf meilleurs clubs salvadoriens.
Chacun des dix clubs participant était confronté deux fois aux neuf autres équipes avant d'affronter deux fois de plus les quatre équipes de leur groupe. Puis les deux meilleurs de chaque groupe se sont affrontés lors d'une phase finale à la fin de la saison.
Seulement deux places étaient qualificatives pour la Copa Interclubes UNCAF.

## Les 10 clubs participants
| \| CD Águila CD Dragon CD Arabe Marte CD Águila CD Dragon Club Deportivo FAS CD Municipal Limeño CD Luis Ángel Firpo Alianza FC CD El Roble CD Sonsonate AD El Transito \| Localisation des clubs engagés dans le championnat. |
| CD Águila CD Dragon CD Arabe Marte CD Águila CD Dragon Club Deportivo FAS CD Municipal Limeño CD Luis Ángel Firpo Alianza FC CD El Roble CD Sonsonate AD El Transito                                                           |

| Club                | Stade                        | Capacité | Ville              |
| CD Águila           | Stade Juan Francisco Barraza | 10 000   | San Miguel         |
| Alianza FC          | Stade Cuscatlán              | 45 925   | San Salvador       |
| CD Dragon           | Stade Juan Francisco Barraza | 10 000   | San Miguel         |
| Club Deportivo FAS  | Stade Oscar Quiteño          | 15 000   | Santa Ana          |
| CD Municipal Limeño | Stade Jose Ramon Flores      | 5 000    | Santa Rosa de Lima |
| CD Luis Ángel Firpo | Stade Sergio Torres          | 5 000    | Usulután           |
| CD Arabe Marte      | Stade Cuscatlán              | 45 925   | San Salvador       |
| CD El Roble         | Stade Mauricio Vides         | 4 000    | Ilobasco           |
| CD Sonsonate        | Stade Anna Mercedes Campos   | 8 000    | Sonsonate          |
| AD El Transito      | Stade Hanz Usko              | 3 000    | La Libertad        |

## Compétition
La compétition se déroule en deux phases :
- La phase de qualification : les vingt-six journées de championnat.
- La phase finale : les matchs à élimination directe allant des demi-finales à la finale.

### Phase de qualification
Lors de la phase de qualification les dix équipes affrontent à deux reprises les neuf autres équipes avant d'affronter à deux reprises les quatre autres équipes de son groupe, issue du premier classement, selon un calendrier tiré aléatoirement.
Les quatre meilleures équipes sont qualifiées pour les demi-finales.
Le classement est établi sur le barème de points classique (victoire à 3 points, match nul à 1, défaite à 0).
Le départage final se fait selon les critères suivants :
- Le nombre de points.
- Le nombre de points particulier.
- La différence de buts particulière.
- La différence de buts générale.
- Le nombre de buts marqués.

#### Classement initial
| Rang | Équipe              | Pts | J  | G  | N | P  | Bp | Bc | Diff |
| ---- | ------------------- | --- | -- | -- | - | -- | -- | -- | ---- |
| 1    | CD Luis Ángel Firpo | 40  | 18 | 13 | 1 | 4  | 37 | 18 | +19  |
| 2    | Club Deportivo FAS  | 37  | 18 | 10 | 7 | 1  | 35 | 13 | +22  |
| 3    | CD Águila           | 32  | 18 | 10 | 2 | 6  | 31 | 18 | +13  |
| 4    | Alianza FC (T)      | 30  | 18 | 8  | 6 | 4  | 26 | 15 | +11  |
| 5    | CD Arabe Marte      | 24  | 18 | 6  | 6 | 6  | 18 | 19 | -1   |
| 6    | CD Municipal Limeño | 21  | 18 | 5  | 6 | 7  | 24 | 29 | -5   |
| 7    | CD Sonsonate (P)    | 18  | 18 | 4  | 6 | 8  | 22 | 32 | -10  |
| 8    | CD El Roble         | 17  | 18 | 3  | 8 | 7  | 20 | 36 | -16  |
| 9    | AD El Transito      | 15  | 18 | 4  | 3 | 11 | 21 | 34 | -13  |
| 10   | CD Dragon           | 11  | 18 | 2  | 5 | 11 | 17 | 37 | -20  |

| Légende : Qualifications et relégations | Légende : Qualifications et relégations                  |
| --------------------------------------- | -------------------------------------------------------- |
|                                         | Groupe A                                                 |
|                                         | Groupe B                                                 |
|                                         | (T) : Tenant du titre (P) : Promu de la saison 1996-1997 |

#### Matchs initiaux
| Résultats (▼dom., ►ext.)                                   | Tra | Agu | Ali | Dra | Rob | FAS | Lui | Mar | Lim | Son |
| AD El Transito                                             |     | 1-1 | 1-2 | 4-0 | 2-2 | 1-1 | 0-4 | 1-0 | 3-4 | 3-1 |
| CD Águila                                                  | 3-0 |     | 1-0 | 3-0 | 3-0 | 0-1 | 2-3 | 3-2 | 2-1 | 2-1 |
| Alianza FC                                                 | 3-0 | 1-0 |     | 6-1 | 2-1 | 1-1 | 2-0 | 0-0 | 1-2 | 3-1 |
| CD Dragon                                                  | 0-2 | 2-4 | 1-2 |     | 2-2 | 0-1 | 3-5 | 0-0 | 0-0 | 2-0 |
| CD El Roble                                                | 1-0 | 1-0 | 1-1 | 0-0 |     | 1-3 | 0-3 | 2-0 | 3-3 | 1-1 |
| Club Deportivo FAS                                         | 2-0 | 0-0 | 1-1 | 3-2 | 5-0 |     | 1-2 | 1-1 | 1-1 | 3-0 |
| CD Luis Ángel Firpo                                        | 2-1 | 0-2 | 2-0 | 1-0 | 4-1 | 1-1 |     | 2-0 | 3-0 | 2-1 |
| CD Atlético Marte                                          | 5-2 | 1-0 | 0-0 | 0-2 | 3-0 | 0-3 | 2-1 |     | 1-0 | 1-1 |
| CD Municipal Limeño                                        | 2-0 | 2-1 | 1-0 | 1-1 | 2-2 | 1-3 | 0-2 | 1-2 |     | 2-3 |
| CD Sonsonate                                               | 1-0 | 2-4 | 1-1 | 3-1 | 2-2 | 1-4 | 2-0 | 0-0 | 1-1 |     |
| - Victoire à domicile - Match nul - Victoire à l'extérieur |     |     |     |     |     |     |     |     |     |     |

#### Classements groupes
| Rang | Équipe              | Pts | J  | G  | N  | P  | Bp | Bc | Diff |
| ---- | ------------------- | --- | -- | -- | -- | -- | -- | -- | ---- |
| 1    | CD Luis Ángel Firpo | 53  | 26 | 17 | 2  | 7  | 47 | 28 | +19  |
| 2    | CD Águila           | 40  | 26 | 12 | 4  | 10 | 41 | 30 | +11  |
| 3    | CD Arabe Marte      | 37  | 26 | 9  | 10 | 7  | 29 | 29 | 0    |
| 4    | AD El Transito      | 27  | 26 | 7  | 6  | 13 | 39 | 48 | -9   |
| 5    | CD Sonsonate (P)    | 24  | 26 | 4  | 12 | 10 | 30 | 43 | -13  |

| Rang | Équipe              | Pts | J  | G  | N  | P  | Bp | Bc | Diff |
| ---- | ------------------- | --- | -- | -- | -- | -- | -- | -- | ---- |
| 1    | Club Deportivo FAS  | 52  | 26 | 14 | 10 | 2  | 44 | 19 | +25  |
| 2    | Alianza FC (T)      | 42  | 26 | 11 | 9  | 6  | 37 | 24 | +13  |
| 3    | CD Municipal Limeño | 33  | 26 | 8  | 9  | 9  | 34 | 40 | -6   |
| 4    | CD Dragon           | 22  | 26 | 5  | 7  | 14 | 28 | 45 | -17  |
| 5    | CD El Roble         | 21  | 26 | 4  | 9  | 13 | 26 | 49 | -23  |

| Légende : Qualifications et relégations | Légende : Qualifications et relégations                  |
| --------------------------------------- | -------------------------------------------------------- |
|                                         | Qualifié pour les demi-finales                           |
|                                         | Relégué en Segunda División                              |
|                                         | (T) : Tenant du titre (P) : Promu de la saison 1996-1997 |

#### Matchs groupes
| Résultats (▼dom., ►ext.)                                   | Tra | Agu | Lui | Mar | Son |
| AD El Transito                                             |     | 3-2 | 4-0 | 3-1 | 5-5 |
| CD Águila                                                  | 2-0 |     | 1-0 | 1-1 | 0-0 |
| CD Luis Ángel Firpo                                        | 1-0 | 4-2 |     | 1-1 | 2-0 |
| CD Atlético Marte                                          | 3-3 | 1-0 | 2-1 |     | 1-1 |
| CD Sonsonate                                               | 0-0 | 2-2 | 0-1 | 0-0 |     |
| - Victoire à domicile - Match nul - Victoire à l'extérieur |     |     |     |     |     |

| Résultats (▼dom., ►ext.)                                   | Ali | Dra | Rob | FAS | Lim |
| Alianza FC                                                 |     | 2-1 | 2-1 | 1-1 | 2-3 |
| CD Dragon                                                  | 0-0 |     | 1-1 | 2-0 | 2-0 |
| CD El Roble                                                | 0-2 | 1-4 |     | 0-1 | 2-0 |
| Club Deportivo FAS                                         | 1-0 | 2-0 | 2-1 |     | 1-1 |
| CD Municipal Limeño                                        | 2-2 | 2-1 | 1-0 | 0-0 |     |
| - Victoire à domicile - Match nul - Victoire à l'extérieur |     |     |     |     |     |

### La phase finale
Les quatre équipes qualifiées sont réparties dans le tableau final d'après leur classement général.
En cas d'égalité, une prolongation et une séance de tirs au but ont éventuellement lieu.

#### Tableau
|  | 1/2 finale          | 1/2 finale          | 1/2 finale         | 1/2 finale | 1/2 finale          |                     |      | Finale | Finale | Finale | Finale | Finale |
|  |                     |                     |                    |            |                     |                     |      |        |        |        |        |        |
|  |                     |                     |                    |            |                     |                     |      |        |        |        |        |        |
|  |                     |                     |                    |            |                     |                     |      |        |        |        |        |        |
|  | CD Luis Ángel Firpo | CD Luis Ángel Firpo | (A1)               | 3          |                     |                     |      |        |        |        |        |        |
|  | CD Luis Ángel Firpo | CD Luis Ángel Firpo | (A1)               | 3          |                     |                     |      |        |        |        |        |        |
|  | Alianza FC          | Alianza FC          | (B2)               | 0          |                     |                     |      |        |        |        |        |        |
|  | Alianza FC          | Alianza FC          | (B2)               | 0          | CD Luis Ángel Firpo | CD Luis Ángel Firpo | (A1) | 2      |        |        |        |        |
|  |                     |                     |                    |            |                     |                     | (A1) | 2      |        |        |        |        |
|  |                     | Club Deportivo FAS  | Club Deportivo FAS | (B1)       | 0                   |                     |      |        |        |        |        |        |
|  | Club Deportivo FAS  | Club Deportivo FAS  | Club Deportivo FAS | (B1)       | 0                   | (B1)                | V    |        |        |        |        |        |
|  | Club Deportivo FAS  | Club Deportivo FAS  |                    |            |                     | (B1)                | V    |        |        |        |        |        |
|  | CD Águila           | CD Águila           | (B2)               | D          |                     |                     |      |        |        |        |        |        |

#### Demi-finales
| Club                | Score         | Club       | Commentaire |
| CD Luis Ángel Firpo | 3-0           | Alianza FC |             |
| Club Deportivo FAS  | Score inconnu | CD Águila  |             |

#### Finale
| 31 mai 1998 | Club Deportivo FAS | 0:2   | CD Luis Ángel Firpo            | Stade Cuscatlán |  |
|             |                    | (0:0) | Raul Toro 65e · Monterrosa 88e |                 |  |

## Bilan du tournoi
| Tableau d'Honneur          |                     |
| Compétition                | Vainqueur           |
| Primera División 1997-1998 | CD Luis Ángel Firpo |

| Qualifications continentales 1998-1999 |                                        |
| Copa Interclubes UNCAF                 | Qualifiés                              |
| Phase de groupes (en)                  | CD Luis Ángel Firpo Club Deportivo FAS |

| Promotions et relégations   |                |
| Relégué en Segunda División | CD El Roble    |
| Promu de Segunda División   | CD Santa Clara |